# Гальиналь
Гальиналь (исп. Gallinal) — населённый пункт сельского типа в западной части Уругвая, в департаменте Пайсанду.

## География
Расположен в северной части департамента, в 15 км к северу от дороги № 26, примерно в 86 км к северо-востоку от административного центра департамента, города Пайсанду.

## Население
Население по данным на 2011 год составляет 700 человек.
| Год  | Население |
| ---- | --------- |
| 1996 | 472       |
| 2004 | 655       |
| 2011 | 700       |

Источник:Instituto Nacional de Estadística de Uruguay